# Alessandro Nivola
Alessandro Antine Nivola (Boston, Massachusetts, 1972. június 28. –) olasz származású amerikai színész. Legismertebb filmjei a Jurassic Park III., az Ál/Arc, és az Amerikai botrány.

## Élete

### Gyermekkora
Nivola bostoni születésű. Édesanyja Virginia Nivola (született Davis) művész, apja, Pietro Salvatore Nivola politikatudományi professzor volt. Az ő olasz származása révén kapta az Alessandro nevet. Apai nagyapja Constantino Nivola híres szobrász volt. Egy testvére van, Adrian.
Már egész fiatalon járt színházba gyakorolni. Középiskolában Exeter városában, majd a Yale Egyetemen tanult. Mikor itt másodéves volt, egy ügynök kérésére New Yorkba járt meghallgatásokra.

### Színészi pályafutása
1995-ben lépett fel először a New York-i színpadon, és egyből Drama Desk-díjra jelölték. Színpadi sikerei hatására előbb TV-sorozatokban, majd már filmekben is kapott szerepet. Első filmje az Ál/Arc volt, amely szintén sikert aratott, Nivola a filmben Nicolas Cage öccsét alakítja. Ezt követően főszerepeket is kapott, 2001-ben szerepelt a Jurassic Park III.-ban, majd 2005-ben a Góóól! című filmben is az egyik főszereplőt alakította. 2013-ban az Amerikai botrányban többek közt Bradley Cooper, Christian Bale és Amy Adams oldalán szerepelt. A film nagy sikert aratott, a film szereplői meg is kapták a Screen Actors Guild-díjat.

### Magánélete
2003 óta él házasságban Emily Mortimer brit színésznővel. Két gyermekük született: Samuel John és May. Jelenleg New York-ban élnek.

## Filmográfia
| Év   | Magyar cím                     | Eredeti cím                     | Szerep                     | Magyar hang           | Rendező                |
| ---- | ------------------------------ | ------------------------------- | -------------------------- | --------------------- | ---------------------- |
| 1997 | Ál/Arc                         | Face/Off                        | Pollux Troy                | Dévai Balázs          | John Woo               |
| 1997 | Három a nagylány               | Inventing the Abbotts           | Peter Vanlaningham         | Hannus Zoltán         | Pat O'Connor           |
| 1998 | Halálos szenvedély             | I Want You                      | Martin                     | Welker Gábor          | Michael Winterbottom   |
| 1998 | A szerelem rabja               | Reach the Rock                  | Robin                      | Crespo Rodrigo        | William Ryan           |
| 1999 | Ember tervez                   | Best Laid Plans                 | Nick                       | Kaszás Gergő          | Mike Barker            |
| 1999 | Mansfield Park                 | Mansfield Park                  | Henry Crawford             | Széles Tamás          | Patricia Rozema        |
| 2000 | Lóvátett lovagok               | Love's Labour's Lost            | Ferdinánd, Navarra királya | Selmeczi Roland       | Kenneth Branagh        |
| 2000 | Timecode                       | Timecode                        | Joey Z                     | Magyar Attila         | Mike Figgis            |
| 2001 | Jurassic Park III.             | Jurassic Park III               | Billy Brennan              | Bartucz Attila        | Joe Johnston           |
| 2002 | Laurel Canyon                  | Laurel Canyon                   | Ian McKnight               |                       | Lisa Cholodenko        |
| 2003 | Carolina                       | Carolina                        | Albert Morris              |                       | Marleen Gorris         |
| 2004 | Az emberrablás                 | The Clearing                    | Tim Hayes                  | Dolmány Attila        | Pieter Jan Brugge      |
| 2005 |                                | Junebug                         | George Johnsten            |                       | Phil Morrison          |
| 2005 | A három nővér                  | The Sisters                     | Andrew Prior               | Csőre Gábor           | Arthur Allan Seidelman |
| 2005 | Elvágyódás                     | Turning Green                   | Bukméker Bill              | Dányi Krisztián       | Michael Aimette        |
| 2005 | Elvágyódás                     | Turning Green                   | Bukméker Bill              | Dányi Krisztián       | John G. Hofmann        |
| 2005 | Góóól!                         | Goal!                           | Gavin Harris               | Schmied Zoltán        | Danny Cannon           |
| 2006 | Darwin-díj – Halni tudni kell! | The Darwin Awards               | Aligazgató                 |                       | Finn Taylor            |
| 2007 | Grace nélkül az élet           | Grace Is Gone                   | John Phillips              | Csík Csaba Krisztián  | James C. Strouse       |
| 2007 | Góóól! 2.                      | Goal II: Living the Dream       | Gavin Harris               | Schmied Zoltán        | Jaume Collet-Serra     |
| 2007 | Lány a parkban                 | The Girl in the Park            | Chris                      | Zámbori Soma          | David Auburn           |
| 2008 | A szem                         | The Eye                         | Dr. Paul Faulkner          | Csík Csaba Krisztián  | David Moreau           |
| 2008 | A szem                         | The Eye                         | Dr. Paul Faulkner          | Csík Csaba Krisztián  | Xavier Palud           |
| 2008 |                                | Five Dollars a Day              | Ritchie Flynn Parker       |                       | Nigel Cole             |
| 2008 |                                | Who Do You Love?                | Leonard Chess              |                       | Jerry Zaks             |
| 2009 | Coco Chanel                    | Coco Before Chanel              | Arthur 'Boy' Capel         | Miller Zoltán         | Anne Fontaine          |
| 2010 | Üvöltés                        | Howl                            | Luther Nichols             | Seder Gábor           | Rob Epstein            |
| 2010 | Üvöltés                        | Howl                            | Luther Nichols             | Seder Gábor           | Jeffrey Friedman       |
| 2010 | Janie Jones                    | Janie Jones                     | Ethan Brand                | Bede-Fazekas Szabolcs | David M. Rosenthal     |
| 2012 | Ginger és Rosa                 | Ginger & Rosa                   | Roland                     | Viczián Ottó          | Sally Potter           |
| 2013 | Amerikai botrány               | American Hustle                 | Anthony Amado              | Dévai Balázs          | David O. Russell       |
| 2013 | Ördöglakat                     | Devil's Knot                    | Terry Hobbs                | Csík Csaba Krisztián  | Atom Egoyan            |
| 2014 | Selma                          | Selma                           | John Doar                  |                       | Ava DuVernay           |
| 2014 | Egy durva év                   | A Most Violent Year             | Peter Forente              | Dévai Balázs          | J. C. Chandor          |
| 2016 | Neon démon                     | The Neon Demon                  | Robert Sarno               |                       | Nicolas Winding Refn   |
| 2017 | Fülledt nyár                   | One Percent More Humid          | Gerald                     | Schmied Zoltán        | Liz W. Garcia          |
| 2017 | Sosem voltál itt               | You Were Never Really Here      | Williams kormányzó         |                       | Lynne Ramsay           |
| 2017 | A rabbi meg a lánya            | Disobedience                    | Dovid Kuperman rabbi       | Zöld Csaba            | Sebastián Lelio        |
| 2018 |                                | Weightless                      | Joel                       |                       | Jaron Albertin         |
| 2019 | Az önvédelem művészete         | The Art of Self-Defense         | Szenszei                   |                       | Riley Stearns          |
| 2019 | Vörös-tenger búvárparadicsom   | The Red Sea Diving Resort       | Sammy Navon                |                       | Gideon Raff            |
| 2021 | A maffia szentjei              | The Many Saints of Newark       | Dickie Moltisanti          | Rajkai Zoltán         | Alan Taylor            |
| 2022 | Őrült randi Toszkánában        | Spin Me Round                   | Nick Martucci              | Fekete Ernő           | Jeff Baena             |
| 2022 | Amszterdam                     | Amsterdam                       | Hiltz nyomozó              | Gáspár András         | David O. Russell (2)   |
| 2023 | A bostoni fojtogató            | Boston Strangler                | Conley nyomozó             | Fekete Ernő           | Matt Ruskin            |
| 2023 | Vadmacska                      | Wildcat                         | John Selby                 | Csík Csaba Krisztián  | Ethan Hawke            |
| 2024 | A brutalista                   | The Brutalist                   | Attila                     | Rajkai Zoltán         | Brady Corbet           |
| 2024 | A szomszéd szoba               | The Room Next Door              | rendőr                     |                       | Pedro Almodóvar        |
| 2024 | Kraven, a vadász               | Kraven the Hunter               | Alekszej Szicovics / Rhinó | Gáspár András         | J. C. Chandor (2)      |
| 2025 |                                | Fantasy Life                    | David                      |                       | Matthew Shear          |
| 2025 |                                | Downton Abbey: The Grand Finale | ismeretlen szerep          |                       | Simon Curtis           |

## További információ
- Alessandro Nivola a PORT.hu-n (magyarul)
- Alessandro Nivola az Internetes Szinkronadatbázisban (magyarul)
- Alessandro Nivola az Internet Movie Database-ben (angolul)
- Alessandro Nivola a Rotten Tomatoeson (angolul)